# Impatiens parviflora
Impatiens parviflora, comunemente nota come balsamina minore, è una specie di pianta erbacea annuale appartenente alla famiglia delle Balsaminaceae.

## Descrizione
La pianta ha portamento eretto e può raggiungere i 60 cm di altezza. Le foglie sono picciolate e alternate, con margine seghettato, lunghe 4–20 cm e larghe 2–9 cm I fiori sono gialli con uno sperone dritto, con l'estremità di colore rosso. Il frutto è una capsula grande 2 cm che esplode al contatto quando matura, disperdendo i semi.

## Distribuzione e habitat
La specie è nativa dell'Eurasia ed è stata introdotta in gran parte dell'Europa e sulle coste degli Stati Uniti. Può crescere su terreni sabbiosi, limosi e argillosi, preferendo tuttavia i luoghi umidi e ombreggiati.